# Platyrhacus
Platyrhacus är ett släkte av mångfotingar. Platyrhacus ingår i familjen Platyrhacidae.

## Dottertaxa tillPlatyrhacus, i alfabetisk ordning[1]
- Platyrhacus acanthosternus
- Platyrhacus acompus
- Platyrhacus aequatorialis
- Platyrhacus aequinoctius
- Platyrhacus affinis
- Platyrhacus amblyodon
- Platyrhacus andersonii
- Platyrhacus atratus
- Platyrhacus azualae
- Platyrhacus azulae
- Platyrhacus balsapuertus
- Platyrhacus beauforti
- Platyrhacus bidens
- Platyrhacus bifasciatus
- Platyrhacus bilineatus
- Platyrhacus bombonus
- Platyrhacus bouvieri
- Platyrhacus broelemanni
- Platyrhacus brunnior
- Platyrhacus celinus
- Platyrhacus chuncho
- Platyrhacus clathratus
- Platyrhacus contayus
- Platyrhacus crassacus
- Platyrhacus designatus
- Platyrhacus doryphorus
- Platyrhacus drurii
- Platyrhacus dunalii
- Platyrhacus fecundus
- Platyrhacus flavisternus
- Platyrhacus fuscatus
- Platyrhacus fuscus
- Platyrhacus gongyloides
- Platyrhacus gualaquizensis
- Platyrhacus helophorus
- Platyrhacus incus
- Platyrhacus iquitus
- Platyrhacus javarynus
- Platyrhacus katantes
- Platyrhacus kerri
- Platyrhacus laticollis
- Platyrhacus leucus
- Platyrhacus ligula
- Platyrhacus limonensis
- Platyrhacus lobophorus
- Platyrhacus loretus
- Platyrhacus manserichus
- Platyrhacus marginellus
- Platyrhacus mediotaeniatus
- Platyrhacus medius
- Platyrhacus mexicanus
- Platyrhacus modestus
- Platyrhacus moebiusi
- Platyrhacus monticola
- Platyrhacus obscurus
- Platyrhacus orellanus
- Platyrhacus papuanus
- Platyrhacus penicillatus
- Platyrhacus pococki
- Platyrhacus quincuplex
- Platyrhacus retentus
- Platyrhacus riparius
- Platyrhacus rufipes
- Platyrhacus scaber
- Platyrhacus socius
- Platyrhacus strenuus
- Platyrhacus subalbus
- Platyrhacus submissus
- Platyrhacus subspinosus
- Platyrhacus tampocus
- Platyrhacus tenebrosus
- Platyrhacus tetanotropis
- Platyrhacus trichopygus
- Platyrhacus utoquinus
- Platyrhacus weberi
- Platyrhacus venezuelanus
- Platyrhacus zygethus